# Barnum, Minnesota
Barnum là một thành phố thuộc quận Carlton, tiểu bang Minnesota, Hoa Kỳ. Năm 2010, dân số của thành phố này là 613 người.

## Dân số
- Dân số năm 2000: 525 người.
- Dân số năm 2010: 613 người.